# La Chaume
La Chaume – miejscowość i gmina we Francji, w regionie Burgundia-Franche-Comté, w departamencie Côte-d’Or.
Według danych na rok 1990 gminę zamieszkiwało 135 osób, a gęstość zaludnienia wynosiła 4 osoby/km² (wśród 2044 gmin Burgundii La Chaume plasuje się na 775. miejscu pod względem liczby ludności, natomiast pod względem powierzchni na miejscu 129.).